# Åpning
Åpning (Nederlands: Opening) is het eerste van een lange reeks muziekalbums van de Noorse pianist Ketil Bjørnstad. Opnamen vonden plaats van 1 tot en met 4 oktober 1973 in de Rosenborg Studio in Oslo. Muziekproducent was Svein Erik Børja, binnen de Noorse muziek enigszins bekend vanwege werk met Jan Garbarek en Karin Krog. Bjørnstad werkte op het album samen met musici die later bekend werden als onderdeel van de stal van ECM Records, de pianist sloot zich daar ook voor enige tijd bij aan. De elpee verscheen nog in 1973, de heruitgave op compact disc in 1993; beide bij Philips Records.

## Musici
- Ketil Bjørnstad – piano
- Jon Eberson – gitaar
- Arild Andersen – basgitaar, contrabas
- Jon Christensen – drumstel

## Muziek
Alle muziek van Ketil Bjørnstad

| Nr. | Titel          | Duur |
| --- | -------------- | ---- |
| 1.  | Kari danser    | 6:22 |
| 2.  | De glemte ting | 4:59 |
| 3.  | Nærmere        | 6:25 |
| 4.  | Tone L         | 2:24 |
| 5.  | Dedikasjon     | 4:30 |
| 6.  | Det finnes hus | 5:19 |
| 7.  | Klovnen synger | 4:51 |
| 8.  | Eftang         | 5:34 |